# لینوود (کارولینای شمالی)
لینوود (به انگلیسی: Linwood) یک منطقهٔ مسکونی در ایالات متحده آمریکا است که در شهرستان دیویدسن، کارولینای شمالی واقع شده‌است.